# 1692 w literaturze
Wydarzenia literackie w 1692 roku.

## Urodzili się
- John Byrom, angielski poeta